# Rudolf Kinder

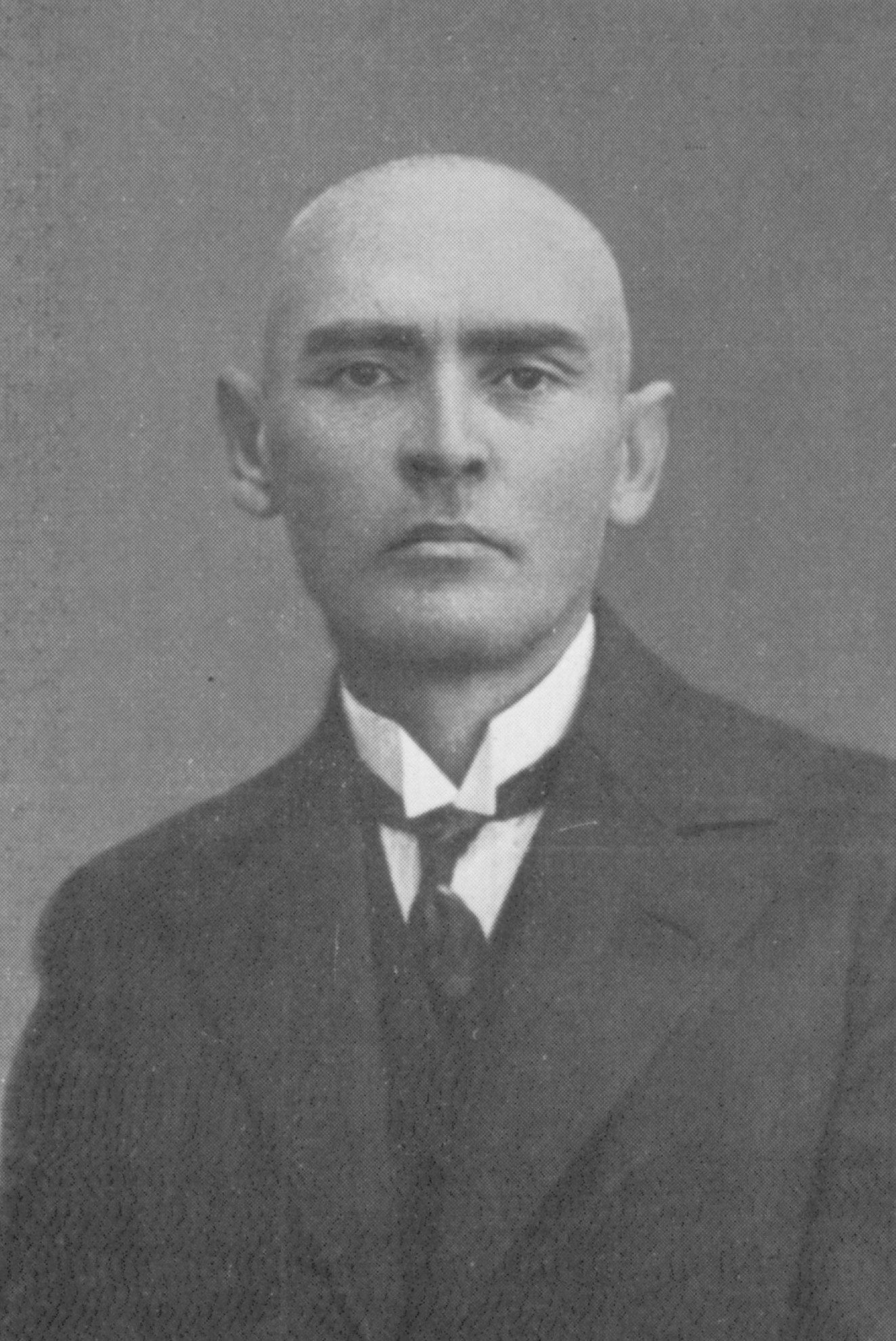
Rudolf Kinder, um 1930

Rudolf Kinder (lit. Rudolfas Kinderis, * 17. Februar 1881 in Prenen; † 13. März 1944 in Ostpreußen) war ein Politiker der deutschen Minderheit in Litauens Hauptstadt Kaunas. 

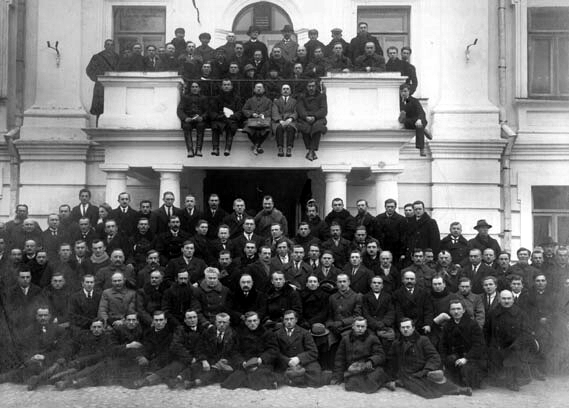
Die Abgeordneten des Seimas 1926

## Leben
Rudolf Kinder arbeitete seit 1905 als Inspektor des Städtischen Krankenhauses in Kaunas, wurde Mitglied der Stadtvertretung in Kaunas und dort in der Schulkommission und im Finanzausschuss tätig. Kinder war auch zeitweilig Vorstandsvorsitzender des deutschen evangelisch-lutherischen Konsistoriums, in dem sich die deutschsprachige Bevölkerung in einem katholischen, russisch-orthodoxen und jüdischen Umfeld organisierte. Auch in der deutschen Oberrealschule war Kinder Vorsitzender des Schulvereins.

## Abgeordneter
Als Gründungsmitglied der Partei der Deutschen Litauens wurde er 1920 in die „Verfassunggebende Versammlung Litauens“ gewählt. 1923 und 1926 wurde Kinder in den Litauischen Seimas, das litauische Parlament, gewählt. 1925 wurde Kinder angedroht, obschon das Parlament die Vereinbarkeit von Mandat und öffentlichem Amt beschlossen hatte, ihn aus seiner Beamtenposition im Krankenhaus zu entfernen, als er im Seimas einen Schulgesetzentwurf zu Fall gebracht hatte, in dem das Litauische auch in den Privatschulen zur ersten Unterrichtssprache gemacht werden sollte. Dies war ein Aspekt der konfliktreichen Koexistenz der litauischen Mehrheitsbevölkerung mit den nicht-litauischen Minderheiten, neben der deutschen eine russische, polnische und jüdische. In Verbindung mit der „Litauischen Rundschau“ gab Kinder 1926 ein Blatt „Der Wächter“ heraus, beide Zeitungen wurden aber eher von den jüdischen und deutschen Honoratioren in Kaunas und vom Diplomatischen Korps gelesen, als von der agrarischen deutsch-litauischen Bevölkerung.
Für die Parlamentswahlen 1923 und 1926 ging die „Partei der Deutschen Litauens“ ein Stimmenbündnis mit Parteien der Juden und Russen ein. Nach der Parlamentswahl 1926 schloss sich Kinder der „Memelländisch-Deutschen Fraktion“ an, die damit sechs von 85 Mandaten hatte, was ein „Zusammengehen in der Defensive“ war, die politischen Probleme und Ziele der Memelländer und der Deutsch-Litauer waren nicht identisch. Kinder wurde in dem parteipolitisch völlig zersplitterten Parlament zum Ersten Schriftführer im Seimaspräsidium gewählt. Die von der deutschen Minderheit unterstützte Regierung Kazys Grinius wurde am 17. Dezember 1926 „von dem fascistischen Staatsstreich hinweggefegt“, Antanas Smetona wurde Präsident eines autoritären Regimes, ernannte Augustinas Voldemaras zum Ministerpräsidenten und beurlaubte das Parlament, um es am 12. April 1927 ersatzlos aufzulösen. Da die Parteien in ihrer Arbeit behindert wurden, wurde die Partei der Deutschen Litauens im Sommer 1935 wegen Untätigkeit aus dem Vereinsregister gestrichen. Die weitere Arbeit konzentrierte sich jetzt auf den Verein Deutsche Oberrealschule, den Kinder 1920 gegründet hatte, und den daraus hervorgegangenen „Kulturverband der Deutschen Litauens“, für dessen Aufschwung der Vorsitzende Kinder sorgte.

## Schulkampf
Die zu besten Zeiten (1927) zehn deutschen Volksschulen und das Gymnasium wurden zwar nominell aus dem Schulgeld der Eltern und vom Deutschen Kulturverband getragen, aber der deutsche Gesandte in Kaunas Hans Ludwig Moraht stellte klar: „In Wirklichkeit sind die Schulen aber bisher fast ausschließlich aus Mitteln des Auswärtigen Amtes unterhalten worden“.
Mit einem neuen Passgesetz versuchte die nationalistische litauische Politik die Handlungsmöglichkeiten der nationalen Minderheiten einzuschränken und deren Schulen auf die Angehörigen der jeweiligen Sprachgruppe zu beschränken, um sie damit ganz auszutrocknen. Unter dem Druck dieser Litauisierung erwartete der Deutsche Kulturverband eine Entspannung von dem durch Gustav Stresemann und Augustinas Voldemaras im Januar 1928 abgeschlossenen litauisch-deutschen Handelsabkommen. Auch als Kinder und der ehemalige Seimas-Abgeordnete August Rogall im Dezember 1930 im Auswärtigen Amt in Berlin vorsprachen, kam die Klage beim Völkerbund nicht zustande. Am 14. April 1931 sprachen Kinder und Rogall beim litauischen Ministerpräsidenten Juozas Tūbelis vor, im Mai beim Präsidenten Smetona. Wegen der ausbleibenden Verhandlungserfolge zog sich Kinder im September 1931 aus dem Vorstand des Kulturverbandes zurück, zumal es zu persönlichen Auseinandersetzungen gekommen war und die Vertreter der deutschen Botschaft die Stimmung gegen Kinder unterstützten.
In den politischen Auseinandersetzungen hat auch Rudolf Kinder völkische und rassistische Argumente bedient und hat in der Deutschen Schule in Kaunas im November 1932 „zu viele jüdische und nichtdeutsche Kinder“ festgestellt, Mitarbeiter des Vereins für das Deutschtum im Ausland (VDA) hielten die Schule wegen der „Überfremdung“ gar für „ungeeignet zur Erziehung einer bewußt deutschen Führerschicht“, tatsächlich waren vor 1933 vierzig Prozent der ca. 500 Schüler jüdisch – womit die Schule wirtschaftlich existenzfähig wurde.

## Umsiedlung
Dem „Kulturverband der Deutschen Litauens“ oblag im Winter 1940/1941 die Vorbereitung der Umsiedlung der ca. 50.000 Deutsch-Litauer, die mit dem in der Folge des Hitler-Stalin-Pakts am 28. September 1939 unterzeichneten Deutsch-Sowjetischen Grenz- und Freundschaftsvertrag vereinbart worden war – ebenso wie die der anderen Balten-Deutschen. Vertragsgemäß fiel Litauen in die sowjetische Sphäre und wurde am 15. Juni 1940 okkupiert. Nach der Auflösung des Kulturverbandes am 23. Januar 1941 wurden die Kulturverbandsvertreter als Umsiedlungsbeauftragte in die von Heinz Brückner von der Volksdeutschen Mittelstelle geleitete Umsiedlungsaktion einbezogen, deren Aussiedlungsteil am 5. Mai 1941 abgeschlossen gemeldet wurde. Kinder war zu dieser Zeit im Kulturverband nicht mehr an führender Stelle gewesen und wird in der Umsiedlungsaktion 1940 nur noch in einer Fußnote zu den sozialmedizinischen Aspekten erwähnt: Die Deutschen sollten ihre Landsleute in der psychiatrischen Anstalt Kalvarija nicht vergessen.
Über Kinders Tätigkeit in den 1930er und 1940er Jahren liegen keine Informationen vor, so auch nicht, ob Kinder 1941 nach dem Deutschen Überfall auf die Sowjetunion sich wieder hat zurücksiedeln lassen. Obzwar es bei den Nationalsozialisten überhaupt umstritten war, ob Litauen als deutsches Siedlungsgebiet überhaupt in Frage käme und ob die Deutsch-Litauer sich für eine germanische Besiedlung im Grenzland eignen würden, ist 1942 und 1943 ein bedeutender Teil (20.000) unter Führung des Reichskommissariats Ostland als „Vorboten einer umfassenden deutschen Kolonisation“ wieder zurückgesiedelt worden.
Als Deutscher mit vielfältigen beruflichen und politischen Kontakten zu politischen Vertretern der litauischen Juden ist ihm nach 1941 die Ghettoisierung und Ermordung der Juden in Kaunas nicht entgangen. Das Gros der Juden Litauens, nicht nur der jüdischen Schüler und Absolventen des „Deutschen Gymnasiums Kaunas“, wurde Opfer des Holocaust. Entgangen ist ihm auch nicht, als die Universitäten in Vilnius und Kaunas geschlossen wurden und Angehörige der litauischen Intelligenz ins KZ Stutthof gebracht wurden.
Kinder starb fünf Monate bevor Kaunas am 6. Juli 1944 von der deutschen Wehrmacht geräumt wurde, die Massenflucht, bei der sich die Gauleitung plan- und kopflos zeigte, hatte vorher schon eingesetzt.
In Salzgitter-Lebenstedt sammelte sich ein Großteil der 14.000 Litauendeutschen der Bundesrepublik. Dort wurde der „Rudolf-Kinder-Ring“ nach ihm benannt.